# 三人娘 (1955-)
三人娘（さんにんむすめ）は、女性歌手、美空ひばり・江利チエミ・雪村いづみ（歌手デビュー順）の3人（3人とも1937年生まれ）を指す総称である。当初から単に「三人娘」と呼ばれており、現在でも単に「三人娘」と呼ばれることが多いが、その後いくつもこの3人にあやかって、「三人娘」が登場したため「初代三人娘」「元祖三人娘」などの通称が生まれた。また、3人が初めて共演した映画の表題から「ジャンケン娘」とも呼ばれた。

## メンバー
- それぞれの人物の詳細・ディスコグラフィは、各人物名の項目を参照のこと。

### 美空 ひばり
- 愛称： 「お嬢」「歌謡界の女王」「昭和の歌姫」など
- 本名： 加藤 和枝
- 生年月日： 1937年5月29日
- 没年月日： 1989年6月24日
- 配偶者： なし（1962年に小林旭（俳優・歌手）と結婚、1964年離婚）
- 子供： 養子[2]・加藤和也（実業家）

1949年に「河童ブギウギ」で歌手デビュー。同年「悲しき口笛」がヒットし、一躍スターとなる。以後も「東京キッド」「リンゴ追分」「お祭りマンボ」「港町十三番地」など立て続けにブレイク。1954年の第5回NHK紅白歌合戦に「ひばりのマドロスさん」で初出場。1972年までに通算17回出場し、そのうち13回トリを務める。1965年には、「柔」で第7回日本レコード大賞を受賞。その後も「悲しい酒」「真赤な太陽」とミリオンセラーを記録する大ヒット曲を連発し、「歌謡界の女王」の地位を不動のものにした。1987年、慢性肝炎と特発性大腿骨頭壊死症により緊急入院した。約3か月間の療養後、一旦退院するも1989年に再入院。同年、突発性間質性肺炎の症状悪化による呼吸不全のため52歳で没した。死後、女性としては初となる国民栄誉賞が追贈された。

### 江利 チエミ
- 愛称： 「エリー」「チーちゃん」「ノニ」など
- 本名： 久保 智惠美
- 生年月日： 1937年1月11日
- 没年月日： 1982年2月13日
- 配偶者： なし（1959年に高倉健（俳優）と結婚、1971年離婚）
- 子供： なし

1952年に「テネシー・ワルツ」でデビューし、いきなり大ヒット。翌1953年には第4回NHK紅白歌合戦に初出場を果たす。紅白歌合戦にはその後1968年まで16回連続出場した。ほか1974年～1975年には「酒場にて」がロングセラーとなる等、ヒット曲も多数存在。さらに女優としても主演した映画『サザエさん』シリーズが人気を博し、計10作もの映画が製作され、テレビドラマ化・舞台化もされた。さらに日本におけるブロードウェイ・ミュージカルの初演である東京宝塚劇場での『マイ・フェア・レディ』に主演し、数々の賞を受賞するなど幅広いジャンルで活躍した。しかし、1982年に脳卒中と吐瀉物が喉に詰まる窒息のため急病死した。45歳没。

### 雪村 いづみ
- 愛称： 「トン子」「トンちゃん」など
- 本名： 朝比奈 知子
- 生年月日： 1937年3月20日
- 没年月日： 存命
- 配偶者： なし（1961年にジャック・セラー（当時テンプル大学の学生）と結婚、1966年離婚／1967年に原田忠幸（バリトンサックス奏者）と再婚、のちに離婚）
- 子供： 長女・朝比奈マリア（歌手・タレント）

1953年に「想いでのワルツ」でデビュー。「オウ・マイ・パパ」、「はるかなる山の呼び声」、「マンボ・イタリアノ」、「チャチャチャは素晴らしい」などをヒットさせ、人気を確立する。1954年の第5回NHK紅白歌合戦に初出場を果たし、通算10回に出場した。1998年には紫綬褒章、2007年には旭日小綬章を受章した。2022年現在でも意欲的に芸能活動を行っており、「三人娘」の最後の生き残りとして積極的に二人の持ち歌を歌い継ぐ形で披露している。

## 共演

### 映画
「三人娘」の最初の共演はこの3人の別名にもなっている1955年の東宝製作の映画『ジャンケン娘』である。『ジャンケン娘』では、オープニングとエンディングで、リーダーで「中立派」のひばりは黄、三枚目で「情熱派」のチエミは赤、「ウエットで薄幸」であるいづみは青の衣装を身に着けることで、3人の人物像がわかりやすく表現されている。
当時、世間から注目を集めていた3人は多忙なスケジュールを抱え、所属事務所もファンの傾向も異なることから、共演は困難とされていたという。しかし、3人の共演が注目を集めて大ヒットしたことにより、翌1956年には『ロマンス娘』（ジャンケン娘と同じ色分け）、1957年には、『大当り三色娘』（ひばり＝青・チエミ＝黄・いづみ＝赤）、1964年には、『ひばり・チエミ・いづみ 三人よれば』（元の色分けへ回帰）とその後も3人の共演映画が数多く公開された。
3人の共演映画で使用された楽曲は、2004年に東宝の倉庫からマスターテープが発見されたことがきっかけで、ひばりの16回忌にあたる同年6月24日にコロムビアから通信販売限定で発売された4枚組アルバム『ひばり・チエミ・いづみ　三人娘ソングブック』に収録され、CD音源として発売された。
1958年に公開され、いづみが主演を務めた映画『大当り狸御殿』にはひばりも出演しており、いづみとひばりの二人が共演している。
チエミが磯野（フグ田）サザエ役で主演を務め、チエミにとって代表作になった映画「サザエさん」シリーズの第5作『サザエさんの結婚』、第6作『サザエさんの新婚家庭』、第7作『サザエさんの脱線奥様』にはいづみも出演しており、チエミの代表作で「三人娘」の二人が共演を果たしている。

### 音楽
3人は現役当時、所属のレコード会社がそれぞれ異なっていたため、3人が共演する音源は長らく発売されていなかった。前述のアルバム『ひばり・チエミ・いづみ　三人娘ソングブック』に3人が共演する音源9曲が収録され、初めて発売された。

### NHK紅白歌合戦
NHK紅白歌合戦で3人が共演を果たしたのは、ひばりといづみが初出場を果たした1954年の第5回、1957年・第8回～1959年・第10回の3年連続、1961年・第12回、1963年・第14回～1965年・第16回の3年連続の計8回である。
紅白歌合戦への初出場はチエミが一番早く、1953年・第4回に初出場を果たし、以後、1968年・第19回まで、当時史上最多となる、16回連続出場を果たした。そのうち、1963年・第14回と翌1964年・第15回では、チエミが紅組司会も兼任し、史上初の歌手・司会兼任出場となっており、2回とも「三人娘」が揃い踏みしている。しかしチエミは1969年・第20回で紅白落選の屈辱を味わう。翌1970年・第21回に、当初チエミは2年ぶり17回目の復帰出場が内定していたが、ヒット曲が無い事などの理由で自ら辞退。その後も、1974年・第25回及び1975年・第26回には「酒場にて」が久々にヒット曲となったが、チエミは「もう紅白は卒業したので、一切登場は致しません」と、NHKからの出演要請を頑なに拒んだ。
ひばりは、チエミ初出場の翌年、1954年・第5回に初出場を果たした。ただし、ひばりには第3回の時点でオファーがかけられていたが、第3回・第4回ともにひばりが出場辞退していた。ひばりは、1955年・第6回、1956年・第7回には不出場となったものの、1957年・第8回から、1972年・第23回まで16回連続出場し、うち1956年・第7回~1958年・第9回の3年連続と1963年・第14回～1972年・第23回の10年連続でトリを務めており、通算13回トリを務めている。この通算13回トリ、そして10年連続トリというのは、現在も史上最多の記録である。また、1970年の第21回は司会も務めており、史上初の司会・大トリ兼任となった。尚1979年・第30回は正式出場では無く、藤山一郎と共に「特別ゲスト」として出演した。
いづみは、ひばりと同じく1954年・第5回に初出場を果たしている。その後、計10回出場し、うち8回が「三人娘」揃い踏みになった。現在のところ最後の出場となっている、1989年・第40回ではその年に亡くなったひばりの追悼として、ひばりの楽曲である「愛燦燦」を歌唱した。

## 現在
チエミが1982年に45歳で、ひばりが1989年に52歳でそれぞれ若くして病気により逝去した。2024年、現在も存命中なのはいづみのみとなっている。現在でもいづみはテレビ出演やコンサート、CDの発売などの音楽活動を精力的に行っている。いづみは謙遜的な意味合いから「自分にはヒット曲がない」と発言することもある。近年のテレビなどでは、自身の持ち歌よりもチエミ・ひばりのヒット曲を歌う機会の方が多く、いづみがテレビ出演した際は必ずと言っていいほど「三人娘」のエピソードが語られている。さらに自身のCDに二人の歌を入れることも多く、1998年には「三人娘を唄う」というアルバムも発売し、三人の持ち歌をいづみが歌唱している。

## エピソード
1953年にはチエミが渡米していたが、その間にいづみが歌手デビューした。そのことを知ったチエミの帰国第一声は「雪村いづみって、どんな子?」だったという。しかもいづみのデビュー曲が自らカバーしようと準備していたテレサ・ブリュワー「想い出のワルツ｣（原題: Till I Waltz Again with You）だったのでチエミは心中おだやかではなかったが、スカートの丈が合わずシミーズが少し出た背の高い痩せぎすな少女・いづみが空港で出迎え、その屈託の無い可憐な姿にチエミの心は和み、やがて二人は終生の親友となった。
1956年の「第7回NHK紅白歌合戦」には、当初いづみも出演予定だったが、本番当日胃痙攣の為に出場辞退、突然の出来事で代役を立てる事も出来なかった事から、急遽チエミがいづみの分も合わせて、出場者の印である赤い花を2つ胸に付けた。そして、自宅療養していたいづみからの「チー子がんばれ! テレビで観てる」との電報を読み上げたのち、「お転婆キキ」を熱唱した。
1962年の映画『三百六十五夜』に、東映東京撮影所の所長兼取締役・岡田茂が当時チエミの夫だった高倉健をスターにするため、「三人娘」と高倉と鶴田浩二を共演されることを企画した。岡田はチエミに「亭主の高倉主演で『三百六十五夜』を撮りたい。当てて高倉に実績を残すためにも、三人娘で色どりを添えたいんだ」とオファーしたが、チエミは「いやです。わたしは仕事と私生活を混同したくないんです。亭主は亭主です。そういう映画には出たくない」と即座に断ったという。高倉は岡田から「おまえ、女房になめられてるじゃないか。今後ウチでは、チエミは一切つかわんからな。チエミごときになめられて、勝手なことをやられているようでは一人前になれないぞ。おまえが大スターになって見返さんと駄目だよ」と発破をかけられ、高倉は奮起を促されたという。
1971年の「第22回NHK紅白歌合戦」には、チエミが「旅立つ朝」でヒットを出していたこともあり、NHK側は「三人娘」を久しぶりに揃って出場させ、コーナー企画でジャズでも歌わせようという企画があった。しかし、チエミが前年に引き続き紅白出演を辞退したため、ひばりとも親交があった真帆志ぶきがチエミの代わりになり、ミュージカル「アニーよ銃を取れ」の挿入歌「男にゃ負けない」の替え歌を三人で歌った。なお、「アニーよ銃を取れ」はチエミがかつて主演したことのあるミュージカルである。
1982年2月にチエミが急逝した際には、親友だったひばりといづみはショックを隠しきれずに泣き崩れ、チエミの葬儀の席でも深い悲しみに暮れていたという。
それから7年後の1989年6月にもひばりが逝去した際、「三人娘」の独りだけとなったいづみは、「チーちゃん（チエミ）は北海道、お嬢（ひばり）は神戸で…」と、共に二人の最期に立ち会う事は出来ず、号泣し続けていた。同年7月にひばりの音楽葬に参列したいづみは、ほか参列した歌手仲間とともに「川の流れのように」を歌唱し、ひばりの霊前に捧げていた。

## 関連人物
- 福島通人 - 芸能プロデューサー
- 藤本真澄 - 東宝の看板プロデューサー
- 山田真二 - 「三人娘」映画の常連俳優